# Dialonquês
Dialonquês (em francês: Jallonke, Djallonké ou Dialonké, do mandinga: Yalunka, Yalonga ou Djallonka) são um povo mandê da África Ocidental. Compreende 100 000 indivíduos distribuídos entre a Serra Leoa e Guiné e habitam Futa Jalom desde o século XI. Estão intimamente relacionados aos sossos. Eles convertam-se precocemente ao islamismo, mas o renunciaram em massa quando os fulas começaram a dominar sua região. Em sua luta contra as jiades dos fulas, deixaram Futa Jalom e migraram, estabelecendo novas cidades como Falaba próximo a região onde começa o rio Roquel, enquanto outros se assentarem entre os corancos, limbas e quissis. No fim, os dialonquês foram subjugados e absorvidos no Califado de Socoto.